# Onychoteuthis compacta
Onychoteuthis compacta är en bläckfiskart som först beskrevs av Berry 1913.  Onychoteuthis compacta ingår i släktet Onychoteuthis och familjen Onychoteuthidae. Inga underarter finns listade i Catalogue of Life.